# Silene boryi
Silene boryi är en nejlikväxtart. Silene boryi ingår i släktet glimmar, och familjen nejlikväxter.

## Underarter
Arten delas in i följande underarter:
- S. b. barduliensis
- S. b. boryi
- S. b. duriensis
- S. b. penyalarensis
- S. b. tejedensis
- S. b. latifolia